# 外部空間
外部空間（がいぶくうかん, en:exterior space）とは、建築内部の内部空間に対して、建物の外の空間。
住生活においては最も身近な外部空間は住宅庭園である。都市における外部空間といった場合は非建ぺい地のすべてを指すように思えるが、この空間概念はあくまで建築の内部空間に対するものであるため、建物の周囲あるいは建物と建物どうしにより規定される空間を指す。こうした外部空間という概念は芦原義信により建築界に提案された。このため建築分野では『外部空間の設計』（芦原 義信 (著) 彰国社 1975年 ISBN 978-4395050338） 『新・建築外部空間』 (建築計画・設計シリーズ)（志水 英樹 (編集) 市ケ谷出版社 2001年 ISBN 978-4870712690）などのように、使用されている。
なお、マンションの外回りを表す場合、マンション販売広告や関連書（例えば『買っていい一流マンション ダメな三流マンション: マンション設計30年のプロが語る衝撃の事実』（唯井民朗著）『マンションの読みかた教えます: マンションを選ぶための住宅計画学入門』（山本親著）などや、造園作品日本造園学会作品選集、などやランドスケープ関連雑誌などでは、もっぱら「ランドスケープ」が使用されていることが多い。
浄水場や汚水処理場といった上下水道施設やその他格諸施設など、での敷地内屋外の工事で使用されている外回りエリアを表す用語には「場内整備」があり、屋外の園地整備に使用されている同種の用語では「環境整備」がある。

## 外空間
類似の用語に「外空間」（がいくうかん）がある。これは深谷光軌が外部空間の意味で使用していたものである。
『都市空間における外空間アーバン・インテリアと内部性』（ペリー史子，榊原和彦 日本都市計画学会第8回関西支部研究発表会 2010年）では、都市公共歩行者空間を2つに分類し、その2つを内空間であること（少なくとも天井、屋根で覆われている空間）と、外空間であること（天井、屋根に覆われていない空間）と呼んでいる。そして、物的な内空間・外空間に、内部性（内空間に特徴的であるような空間性）・外部性（外空間に特徴的であるような空間性）という空間性を加え、さらに都市公共歩行者空間のうち、内空間および内部性の高い外空間をアーバン・インテリアと規定している。

## 概説
一言に「外部空間」といっても、その空間の種類や具体的あり方はさまざまである。施設別に考えても、直ちに住居施設系、商業施設系、公共施設系、その他、種類等の異なる外部空間があることに気づく。これに関連してその機能や形態もまた、いろいろである。スケール的にみても、建築的スケールから都市的スケールまで、さまざまである。これらの空間を形づくっている物理的な構成要素も、実に多様である。こうした側面を反映して、外部空間を計画対象として、著わされた既往の書物も、その記述の形式はさまざまで、定型といったものは見当たらないと思われる。空間を構成する具体的な「物」、建物・舗石・彫刻・緑・水 など、に即して書かれたり、その空間で想定される「アクティビティ」人や車の動き・イヴェントなどを軸に述べたり、あるいはもっと抽象的な「計画手法」連続させる。とりこむ・よどませる・彩をつける など-を中心に記述するなど、さまざまである。このことは、識論、計画論とを問わず、共通しているといえ、つまり外部空間をどのような視点でとらえ、計画、設計のベースにのせていくかという「記述の形式」そのものは未だ確立されていないといえ、外部空間には、対象とするスケール・種類等、その空間構造の成立にとって不可欠である少数のエレメントがある。そのエレメントは構成要素と呼ばれる。これらの構成要素は、互に独立した形態と意味とをもち、相互に密接に関連して外部空間の構造をつくり上げているといった仮定のもとに外部空間をとらえようとしている。外部空間にも「機械の構造」や「人体の構造」といわれるものと類似した空間構造があり、その構造をつくり上げて少数の<部分>があると考えて見るうごきがある。
構成要素は(1)境界(2)場所(3)出入口(4)通路(5)しるし(6)周域という6項目がある。そして外部空間の計画・設計に直接的に役立つ形態的な要素であること。すなわち、単なる概念で終わることなく、概念(Concept)-一形態類型(Form)-形態(Shape の三者 の関係がイメージでき、理解し得るものであること、スケールや種類を問わず、あらゆる外部空間に共通して適用でき、一般的でわかりやすい要素であること、すなわち、専門家あるいは計画者にとって有効な道具 (ツール)であるだけでなく、ユーザーにとってもなじみ深い。
芦原義信は著書「外部空間の設計」の中で次のように述べている。「一体、建築における外部空間とはなんであろうか。それは、まず第一に、自然の中で自然を限定することに始まる。外部空間は、自然から枠(フレーム)によってきりとられた空間であって、ただ無限にひろがる自然そのものとは異なるのである。外部空間は人間によって創られた目的のある外部の環境であり、自然であるということ以上に重味のある空間である」(同書p.16) 外部空間の性格は、建築の内部空間よりも、直接、周辺の自然的条件すなわち地形、気候、緑、水などの影響を受けることは当然である。むしろ、これらの自然条件と積極的に関連づけていくところに外部空間の設計の真骨頂がある筈である。
バロックローマのスペイン広場はこの地形的ハンディキャップを逆用して最大限の効果をあげたものであり、階段が広場そのものに変貌するというユニークな外部空間である。ヴェニスのサンマルコ広場は、一方が海に向かって開かれ、そのことによって初めて、サンマルコ広場の特性が発揮されている。
このように、外部空間は何よりも、その自然条件によって性格づけられている。
日本の伝統的な外部空間はそのきめ細かい自然条件を巧みにとり入れ、生かすことによって、多様な空間の演出を展開している。日本の伝統的な名建築で、優れた外部空間の演出と一体化していないものを想い浮かべることは、むしろ不可能である。
外部空間のスケールに関しては、ひとくちに外部空間といっても、小は原子を構成する陽子や電子間の空間から、大は太陽系や銀河系の宇宙的スケールに至るまで、極めて広範囲なスケールをもっている。ただし一般に直接対象とする外部空間のスケールは建築空間から都市空間に至るその中間領域である。
外部空間に関する研究は、例えばヨーロッパの広場に関する多くの著書として出版されている。しかし、これらの優れた事例は、主としてヨーロッパ中世の都市に豊富に見られる事例であり、現代の都市において、近年までむしろ等閑視されてきたスケールの外部空間である。数多くの優れた公共施設が、その周囲の都市空間との関連において、まだまだ未熟なままに放置されている事柄が多い。建物本体にかけるエネルギーに比してこの外部空間の設計に際しては、予算的にもあるいは時間的にも外構工事として、いわばつけ足し的な扱いを受けることが多いが、都市を真に楽しむということは、都市が所有するいくつかの施設そのものを体験することや、都市の主要な街路を自動車で走り廻ること以上に、都市のもつ街路ネットワークを歩き廻りながら、その都市に潜在する豊富な「意味」を読み取ることにある。このような読み取り作業は、自動車で走り廻ることよりも、あるいは施設そのものの中の資料を読みあさることよりも、自分の足で歩き廻ってみて、初めて魅力的で興奮的な作業となるのである。
外部空間のデザインは、優れて「関係性」のデザインであるがすべてのデザイン行為は、一つの関係性のデザインであるに違いなく、外部空間のデザインにおいてはその関係性の範囲が格段に広くなる。そしてその関係性は、都市空間を構成するさまざまな物理的な要素間の関係性にとどまらず、往々にして意志決定者そのものが複数となり、その決定者間の社会的・経済的、あるいは文化的関係性が、外部空間のデザインに関する大きな要因となってしまう。このことは、民間同志の間に発生することはもちろん、行政と民間との間、あるいは行政内の各部局間に常に発生する問題であるが、一つの完結体としての施設計画や、建築のデザインは、それがいかに複雑な機能をもち、大きなスケールをもつ計画であっても、一つの価値体系に基づくコントロールの手法と、組織によって動くことが可能である。
ただし、現代の都市空間のように多くの意思決定者にまたがる場合、その計画の機能的な複雑さやスケールの大きさ以上に、合意形成のプロセスが複雑化し、困難化し、多くの場合、合意形成がないままに、外部空間は形成されてしまうのである。
ひるがえって、残された歴史遺産を考えてみると、さまざまな「意味」に満たさ、豊かな「外部空間」が、都市空間として展開していることを認めざるを得ないが、対象を日本の伝統的空間に限ってみても、全国各地に見られる神社や寺院への参道空間は、「俗」の世界から「聖」の世界へ参入するための心理的準備のプロセスを見事に空間化したものであり、何百年にもわたって行われてきた試行錯誤の成果が結晶化したものである。このような数多くの歴史的事例を体験するにつけ、現代の外部空間が、いかに貧困であるかに、考え至らざるを得ないのである。このような外部空間の歴史的事例を注意深く観察し、分析することから、外部空間を構成する基本的な構成要素を探り出し、これらの構成要素がそれぞれどのような形態をとり得るのか、そして、これらの構成要素がどのように相互に関連しているかを考察する必要がある。
かつての高度成長期をピークに、流入が続いたが、近年ようやく落ち着きを見せ始めた都市部への急激な人口流入に対応するために、都市行政は、とにかく施設の量的満足を果たすために追われ続けてきたといっても過言ではない。このような事例は、例えば、各地の学校建築を見ればよく理解できる。多くの例外があるとはいえ、その大部分は、その地域特性を無視した、いわば画一的な標準タイプによって占められている。しかし、急増する児童人口に対応するために採られた応急処置として、質より量を重視せざるを得ない状態から、近年ようやく、多くの学校建築により意欲的な計画と設計が見られることも事実であるが、学校建築に限らず、このことは、建築についても同様であり、優れた建築家による意欲的な作品が数多く生れつつあるような施設の量的満足から施設の質的満足への転換は、とくに全国各地の庁舎建築の中に顕著であり、むしろ不必要なほどに豪華な施設として見ることもできる。このような施設づくりは、都市環境全体のレベルアップの観点からすれば、残念ながら単なる一点豪華主義の域を出ていないものである。
その他の多くの公共建このような観点から、一つの施設計画がよりマクロな都市空間に接する部分の外部空間のあり方に注目し、理論的な枠組を設定しながら、具体的な事例について、分類・考察してみる必要がある。

近代の都市計画理論のもつ、機能的純化のアプローチは、都市空間が持つべき人間の情感的側面をすっかりそぎ落としてしまったといわれその結果、都市は、土地利用の純化と、交通や排水機能の効率化いった物理的機能の整備に終始し、建築は一つの施設として、断片化された単体としての機能を果たすことのみとなってしまったという都市空間と建築空間との断絶が近代”の名のもとに推し進められたことが、今日の都市環境の混乱した姿の一つの原因となっていることは確かであり、近代都市のこのような現状に対する不安と焦燥は、今日の新しい問題というよりは、19世紀末のウィーンですでに予見され警告されている。たとえばカミロ・ジッテは、すでにこのことを著書「広場の造形」のまえがきで述べている。そして、古代、中世、ルネサンス、バロックの各時代に生まれた都市環境、とくに広場の分析から、個々の事例の中に潜む普遍的原理をひき出し、当時のウィーンの街に具体的な修正案を提案している。